# Cheile Dâmbovicioarei

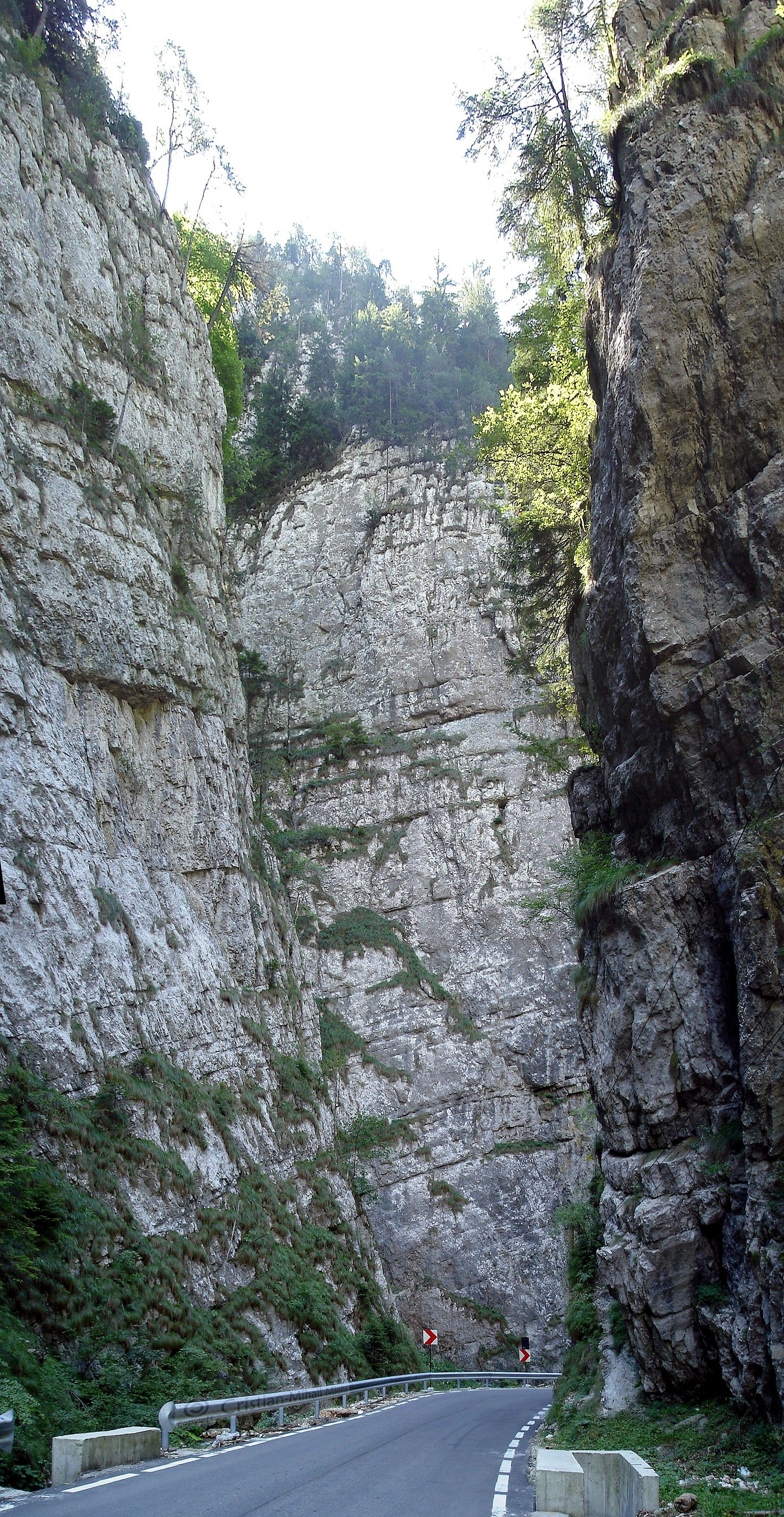
Șoseaua strecurându-se prin Cheile Dâmbovicioarei

Cheile Dâmbovicioarei au o lungime de chei propriu zise de 2 km, sunt situate în arealul montan calcaros al Munților Piatra Craiului, pe traseul Rucăr-Bran.
Dâmbovicioara, care izvorăște pe versantul sudic al Vârfului La Om (2230 m) din Munții Piatra Craiului, este unul dintre afluenții Dâmboviței, care curge pe direcția de nord-sud.  
În amonte de chei se află la confluența cu Valea Muierii un izvor numit „La Galgoaie” de unde apa curge cu o viteză torențială în Dâmbovicioara urmat de o cheie îngustă, aproape inaccesibilă presărată cu cascade. Mai există și alte chei în apropiere ca de pildă Cheile Brusteretului, Cheia Lungă și Cheia Strâmtă.
Cheile Dâmbovicioarei au un aspect impunător și face parte dintr-o serie de cel puțin 20 de chei situate în bazinul hidrografic al Dâmboviței. Dâmbovicioara a săpat în formațiunile de roci sedimentare, calcaroase, și gresii, conglomerate un adevărat canion lung de 8 km, care în unele porțiuni valea are pereți verticali ce depășesc 200 de m înălțime. 

Cabana Brusturet
din Cheile Dâmbovicioarei

Apele râului prin acțiunea de eroziune au creat forme bizare de turnuri, sau creste ascuțite, având subteran goluri carstice, astfel în această zonă se pot număra peste 50 de peșteri ca (Peștera Dâmbovicioara, Peștera de la Gura Defileului, Peștera Labirintului).